# Neodactria
Neodactria és un gènere d'arnes de la família Crambidae.

## Taxonomia
- Neodactria caliginosellus (Clemens, 1860)
- Neodactria cochisensis Landry & Albu, 2012
- Neodactria daemonis Landry & Klots in Landry & Brown, 2005
- Neodactria glenni Landry & Klots in Landry & Metzler, 2002
- Neodactria luteolellus (Clemens, 1860)
- Neodactria modestellus (Barnes & McDunnough, 1918)
- Neodactria murellus (Dyar, 1904)
- Neodactria oktibbeha Landry & Brown, 2005
- Neodactria zeellus (Fernald, 1885)